# アイ・テック
株式会社アイ・テック（ITEC CORPORATION）は、静岡県静岡市清水区に本社を置く鉄鋼専門の商社。

## 沿革
- 1960年（昭和35年）10月3日 - 清水シャーリング株式会社（しみずシャーリング）を設立。
- 1963年（昭和38年） - 清水シャーリング鋼材株式会社（しみずシャーリングこうざい）に社名変更。
- 1989年（平成元年） - 現社名に変更。
- 1994年（平成6年）2月17日 - 株式を店頭公開（後のジャスダック）。
- 2022年（令和4年）10月31日 - マネジメント・バイアウトの一環として、筆頭株主の株式会社OEホールディングスが株式公開買付けにより議決権所有割合ベースで80.39%の株式を取得[1][2]。
- 2023年（令和5年）1月 - 東京証券取引所スタンダード市場上場廃止。株式併合により株主が株式会社OEホールディングス及び大畑大輔のみとなる[3]。

## 拠点
- 本社・清水支店
- 磐田工場